# Etruria
«Етрурія» (італ. Etruria) — бронепалубний крейсер Королівських ВМС Італії кінця XIX століття типу «Реджіоні».

## Історія створення
Крейсер «Етрурія» був закладений 1 квітня 1889 року на верфі «Odero-Terni-Orlando», Ліворно. Через брак фінансування роботи просувались повільно, корабель був спущений на воду лише 23 квітня 1891 року, вступив у стрій 11 липня 1894 року.

## Історія служби
Після вступу у стрій крейсер «Етрурія» був включений до складу 2-ї Дивізії італійського флоту разом з броненосцем «Франческо Морозіні», двома крейсерами та сімома міноносцями.
У 1895 році «Етрурія» у складі ескадри італійського флоту відвідав Німеччину, де взяв участь у церемонії відкриття Кільського каналу. 
У 1905 році «Етрурія» та броненосний крейсер «Варезе» відвідали США, де представляли Італію на Джеймстаунській виставці (англ. Jamestown Exposition), присвяченій 300-річчю заснування Джеймстауна.
У 1909 році «Етрурія» разом з крейсером «Етна» знову відвідав США, де взяв участь у святкування 300-річчя відкриття Гудзону (англ. Hudson-Fulton Celebration).
У серпні 1911 року крейсер «Етрурія» здійснив ще один візит до США. У цей час розпочалась Італійсько-турецька війна, і корабель був негайно відкликаний до Італії. 18 жовтня він був у складі конвою італійського флоту, що прямував до Бенгазі. Крейсер брав участь у обстрілі ворожих позицій.
У грудні «Етрурія» разом з крейсером «Етна» та 12 міноносцями був переведений до Тобрука, де надавав вогневу підтримку італійським військам, які обороняли місто. 
у січні 1912 року «Етрурія» був знову переведений в Бенгазі, де протягом наступних шести місяців допомагав військам обороняти місто. 
Після закінчення бойових дій крейсер залишився в Лівії.
З початком Першої світової війни корабель був перекласифікований у навчальний крейсер.
13 серпня 1918 року крейсер стояв на якорі у порту Ліворно, поряд з ним була баржа, навантажена боєприпасами. З невідомих причин баржа вибухнула. Від потужного вибуху крейсер затонув.
Згодом він був піднятий та зданий на злам.